# Крижане вино
Крижане вино або айсвайн (нім. Eiswein, англ. icewine) — десертне вино, яке виробляється з винограду, замороженого на лозі.

## Історія

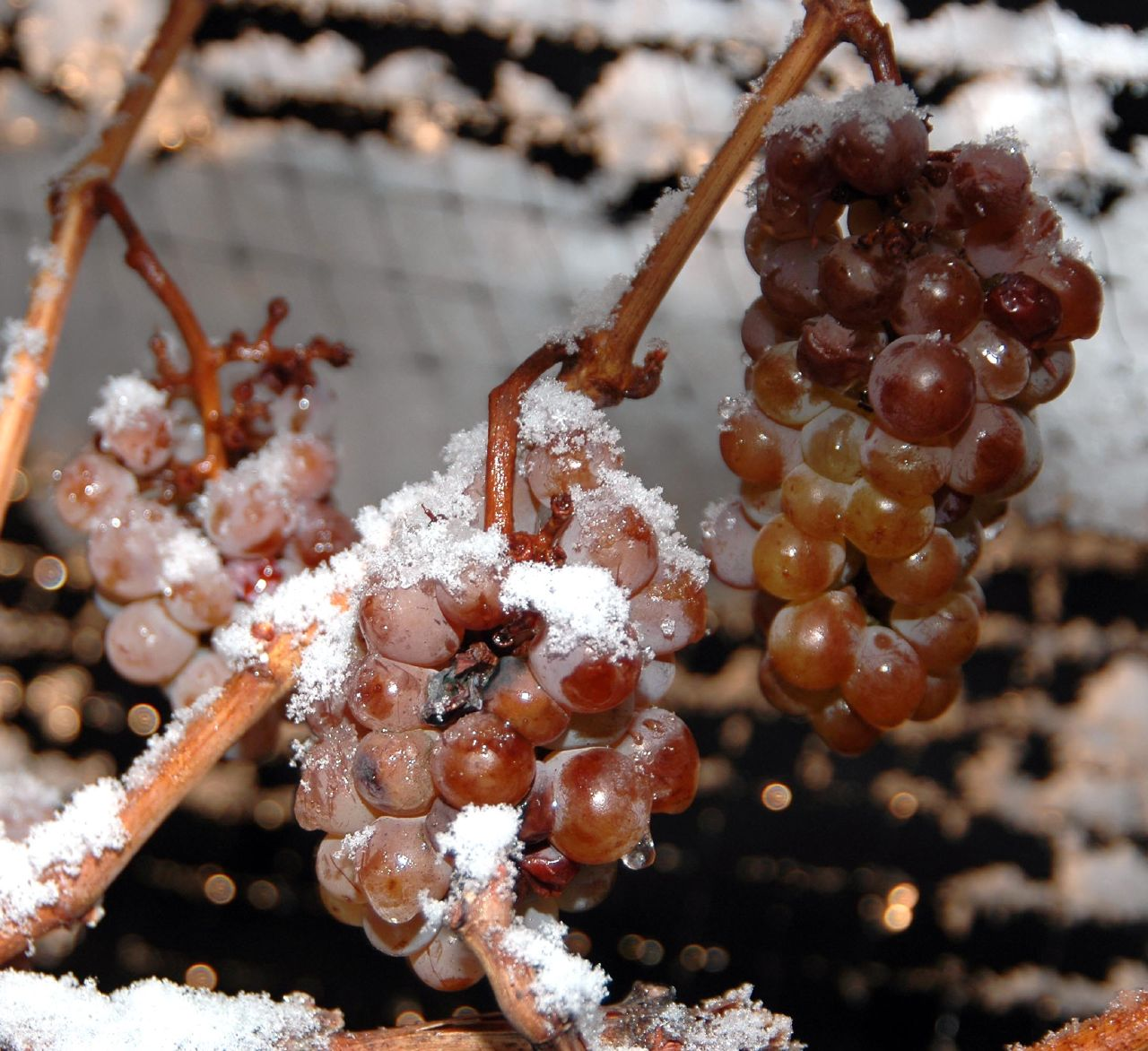
Виноград для виробництва крижаного вина

Крижане вино було винайдене на території сучасної Німеччини у Франконії. Перша письмова згадка датується 1794 роком.

## Географія виробництва
Айсвайн готують у Німеччині, Австрії, Хорватії, Люксембурзі, Словенії, Чехії, Угорщини, Румунії, Швейцарії, США, Чилі, Канаді, Новій Зеландії, Китаї та Молдові. Найбільший асортимент та обсяги виробництва крижаного вина має Канада.

## Технологія виробництва

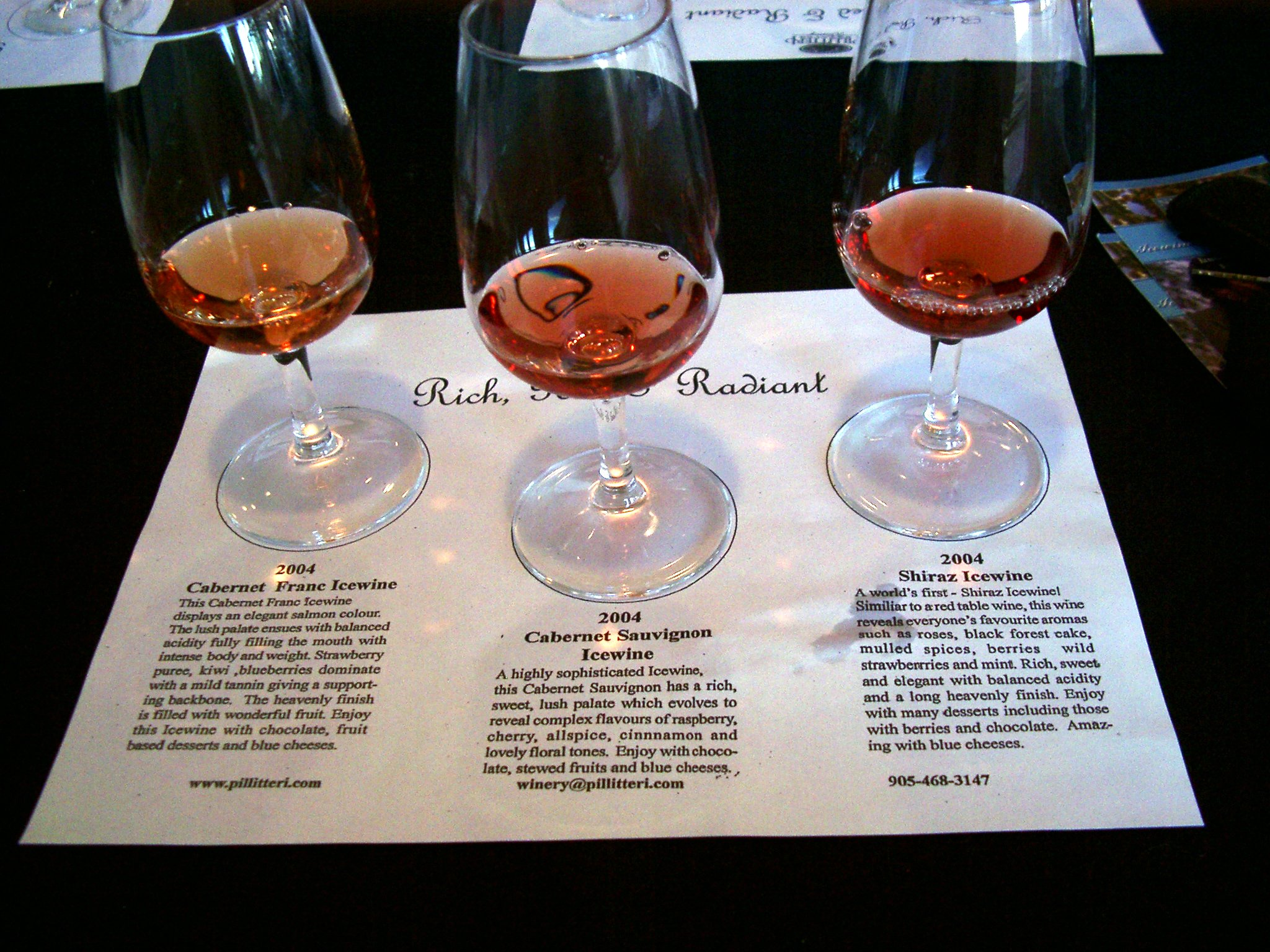
Крижане вино з червоних сортів винограду

У Німеччині крижане вино готують  зазвичай з винограду сорту Рислінг. У Австрії надають перевагу сортам Грюнер Вельтлінер, Вельшрислінг або Ґевюрцтрамінер. Винороби Нового Світу експериментують з червоними сортами винограду, такими як Мерло або Каберне Совіньйон. Канадці віддають перевагу сорту Відаль Блан, він товстошкірий та пізньостиглий.
Крижане вино виробляють з ягід винограду, які збирають та переробляють у замороженому стані. Згідно закону, у США та Канаді для виробництва вина дозволяють використовувати ягоди заморожені до температури не менше -8 °C, у Німеччині та Австрії — до температури не менше -7 °C. З іншого боку якщо температура впаде на кілька градусів нижче цих показників, сік з ягід буде неможливо екстрагувати, врожай буде втрачений. Оптимальна температура повітря, зазвичай, буває зимою або при перших осінніх заморозках. Виноград для крижаного вина збирають вночі або на світанку вручну, зазвичай у рукавицях, щоб виноград так і залишався замороженим. Зібрані ягоди відразу передають у виноробню, де їх подрібнюють на дробарці, а потім переносять під прес. Вода, яку містить сік, замерзає, перетворюючись у кристали льоду, котрі залишаються під пресом. А цукор, кислоти та інші речовини концентруються у невеликій кількості сусла, що виходить із пресу. Виноград повинен потрапити під прес при температурі не вище -7 °C. Приміщення повинне бути попередньо відкритим та охолодженим. Внаслідок високого вмісту цукру сусло зброджується досить довго, 3-6 місяців. Після бродіння отримують вино з невисоким вмістом спирту та дуже високим вмістом остаточного цукру.
Виробництво зазнає високих ризиків через примхи погоди, насамперед, для повного дозрівання винограду потрібні спекотне літо та тепла осінь. Також, потрібне різке похолодання — якщо зниження температури відбудеться занадто пізно, врожай може бути втрачений через гниття ягід. У результаті виходить дуже концентроване вино, але в малих кількостях. Через ризикований та трудомісткий процес виробництва та малої кількості, крижане вино дуже дороге. Наприклад, на виготовлення 500 мл. потрібно приблизно 13-15 кг винограду, а з 50 тонн винограду вийде всього 2 тонни цього напою. Це дуже витратний та тривалий процес.
Крижане вино не слід плутати з вином виготовленим з винограду, який був штучно заморожений після збору врожаю. Таке вино значно дешевше, його називають англ. Iced wine або просто десертним вином.

## Характеристика вина
Вино поєднує в собі середній рівень алкоголю (9—12 %), значний вміст цукру (160—220 г/л) та високу кислотність. Колір крижаного вина з білих сортів варіює від блідо-жовтого до світло-золотого у молодого вина, з віком він переходить у глибокі бурштиново-золоті відтінки. Червоні сорти надають цьому напою кольору сухих рожевих вин. Має гарний потенціал для витримки, до кількох десятків років. Оскільки крижане вино — це десертне вино (причому у верхній частині шкали солодощі) з яскравим фруктовим букетом, його доречно поєднувати з тонкими, але досить жирними десертами для дотримання смакового балансу. До крижаного вина рекомендують вживати: чизкейк, ванільний пудинг, морозиво, пана-кота зі свіжими фруктами, мус з білого шоколаду, м'які сири.